# MG Magnette ZA/ZB
MG Magnette ZA/ZB är en personbil, tillverkad av den brittiska biltillverkaren MG mellan 1953 och 1958.

## MG Magnette

### ZA
MG:s nya sedan-modell bröt med alla tidigare märkestraditioner. Den var först med självbärande kaross och hade dessutom BMC:s B-motor, en ren Austin-konstruktion. Karossen delades med Wolseley 4/44, men var lägre. Dessutom hade MG:n en förbättrad bakvagnsupphängning, med ett rejält stag mellan differentialväxeln och karossen. Detta bidrog ytterligare till vagnens utmärkta vägegenskaper.
Magnette ZA presenterades hösten 1953. Tidiga vagnar hade en enkel instrumentbräda i plåt, målad för att likna trä. Hösten 1954 infördes en uppdaterad instrumentbräda med riktiga träpaneler.
Produktionen av ZA-versionen uppgick till 18 076 bilar.

### ZB
I oktober 1956 introducerades Magnette ZB. Bilen hade fått starkare motor med hjälp av större förgasare och högre kompressionsförhållande. På utsidan märktes ny kromutsmyckning och dessutom infördes lyxmodellen Varitone, med tvåtonslack och större bakruta.
Produktionen av ZB-versionen uppgick till 18 524 bilar.

## Motor
| Modell | Motor              | Cylindervolym | Effekt | Bränslesystem       |
| ------ | ------------------ | ------------- | ------ | ------------------- |
| ZA     | 4-cyl radmotor ohv | 1489 cm³      | 60 hk  | Dubbla SU förgasare |
| ZB     | 4-cyl radmotor ohv | 1489 cm³      | 64 hk  | Dubbla SU förgasare |